# 반전 운동

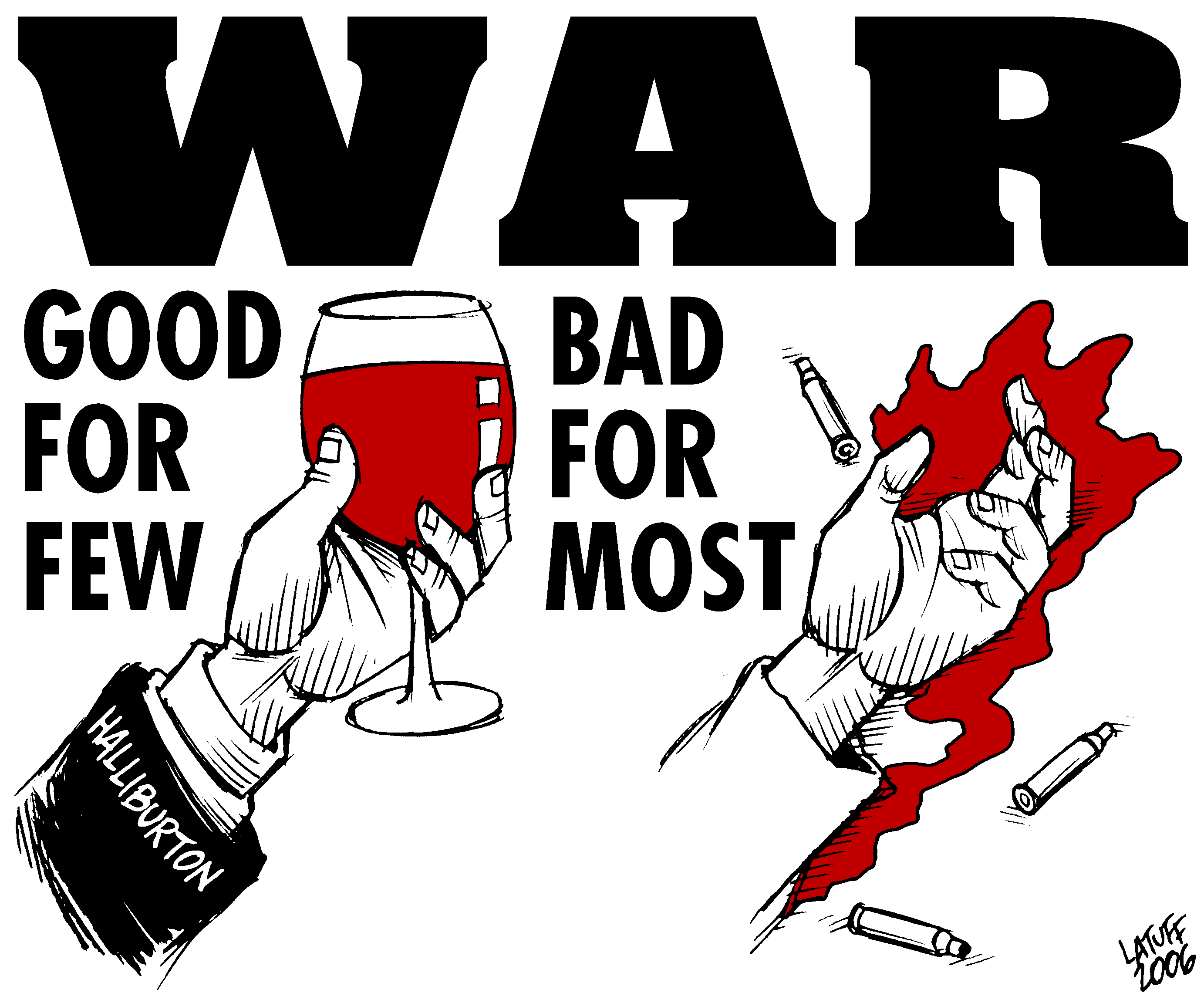
반전 포스터

반전운동(反戰運動, Anti-war movement)은 전쟁이나 전쟁에 대한 참여 등에 반대하는 운동을 가리키는 말이다. 보통 특정 국가가 무력 충돌을 시작하거나 계속하기로 결정하는 것에 반대하는 사회 운동이라고 할 수 있다. 반전이라는 용어는 또한 분쟁 중에 모든 군사력의 사용에 반대하는 평화주의나 반전 책, 그림, 그리고 다른 예술 작품들을 지칭할 수 있다. 일부 운동가들은 좁은 의미에서 반전 운동과 평화 운동을 구분하기도 한다. 그 중 반전 운동가들은 시위와 다른 풀뿌리 운동을 통해 특정 전쟁이나 갈등을 끝내도록 정부(또는 정부)를 압박하거나 사전에 방지하기 위해 노력한다.

## 상세
전쟁을 회피하고 평화를 희구하는 욕망은 인간의 생명존중의 본능적 욕구에서 출발된 것이기 때문에 역사상으로는 전쟁이 발생하게 된 그 당초부터 존재했다고 할 수 있다. 반전사상(反戰思想)도 헤브라이의 예언자, 고대 그리스 철학자의 사상에서 근대 휴머니스트의 사상에 이르기까지 그 사상적 계보를 찾아볼 수 있다.
그러나 반전사상이 대중운동으로서 명확한 형태를 취하게 된 것은 19세기 후반에서 20세기에 걸친 시기, 즉 세계가 제국주의(帝國主義) 단계로 들어서게 된 이후의 일이다. 제1차 세계대전 이전에는 사회주의운동이 대중적 반전운동의 주체였으며 제1차 세계대전 이후에는 그 때까지 사회주의운동을 주체로 하고 있던 반전운동은 제국주의에 반대하는 식민지 피압박민족의 반제국주의 ·민족해방운동과 자유주의세력에 의하여 전개되어 갔다. 이러한 정세는 제국주의에 억압되어온 식민지 피압박민족의 해방투쟁을 발전시켰으며, 1927년 국제반제동맹(國際反帝同盟)을 결성, 국제적 규모의 제국주의 반대 ·민족독립 지지 운동을 전개하게 하였다.
1937년 7월 일본은 루거우교[蘆溝橋]사건을 발화점으로 하여 중국침략을 시작하였고, 유럽에서는 파시즘이 대두하여 아돌프 히틀러는 침략을 위한 군비확장에 나섬으로써 세계적으로 전쟁의 위기가 절박하였다.
이러한 상황에서 H.바르뷔스, R.롤랑의 제창으로 1932년 8월 암스테르담에서 제국주의전쟁에 반대하는 국제반전대회(國際反戰大會)가 개최되어 각국에서 2,000여 명이 참가하였다. 이 대회는 사상 초유의 국제적 규모의 반전대회로서, 정당 ·사상 ·신조의 차를 초월하여 반전주의자 ·평화애호자가 결집하였다. 이 대회를 계기로 하여 정치적 ·인도주의적 ·종교적인 갖가지 반전 ·평화 운동이 반전주의 ·반파시즘이라는 당면의 긴급과제에 대처하는 과정에서 급속히 결속되어 나갔다.
이러한 운동의 발전은 파시즘 타도와 제2차 세계대전을 종결로 이끄는 데 큰 역할을 하였으며, 또 이 운동의 경험과 성과는 전후의 새로운 국제적 제조건하에서 전후세계의 평화운동에 계승 발전되어 나갔다.

## 사상적 배경

### 평화주의

평화주의의 상징, 평화기호

평화주의(平和主義)는 종교적인 사랑이나 자비의 입장 또는 인문주의의 입장에서 전쟁과 폭력에 반대하고, 세계에 평화를 가져오려는 입장이다. 따라서 이들은 폭력을 사용하지 않을 수 없는 전쟁에 양심적 병역거부, 반전운동, 대체복무제 등의 방법으로 반대하며, 무저항, 불복종운동 실천 등의 비폭력적인 방법으로 문제를 해결한다
평화란 보통 인간집단간에 전쟁이 일어나 있지 않은 상태이다. 전쟁의 반대개념인데, 전쟁의 목적 ·원인 ·방법 등이 역사적으로 변화해 왔고, 따라서 전쟁을 보는 견해도 시대에 따라서 다르다. 그래서 평화에는 전쟁의 제한에서 폐지에 이르기까지, 갖가지 발전단계를 구별할 수 있다. 그런데 평화주의라 하면, 단지 전쟁이 일어나 있지 않다는 소극적 상황을 의미하는 데 그치지 않고, 보다 적극적인 태도가 담겨 있다고 보아야 한다. 전쟁은 일관해서 국가의 무장(武裝)을 전제로 하고 있으므로, 그 반대의 뜻에서 평화주의란 비전쟁 ·비무장주의를 말하는 것이라 보아도 무방하다.

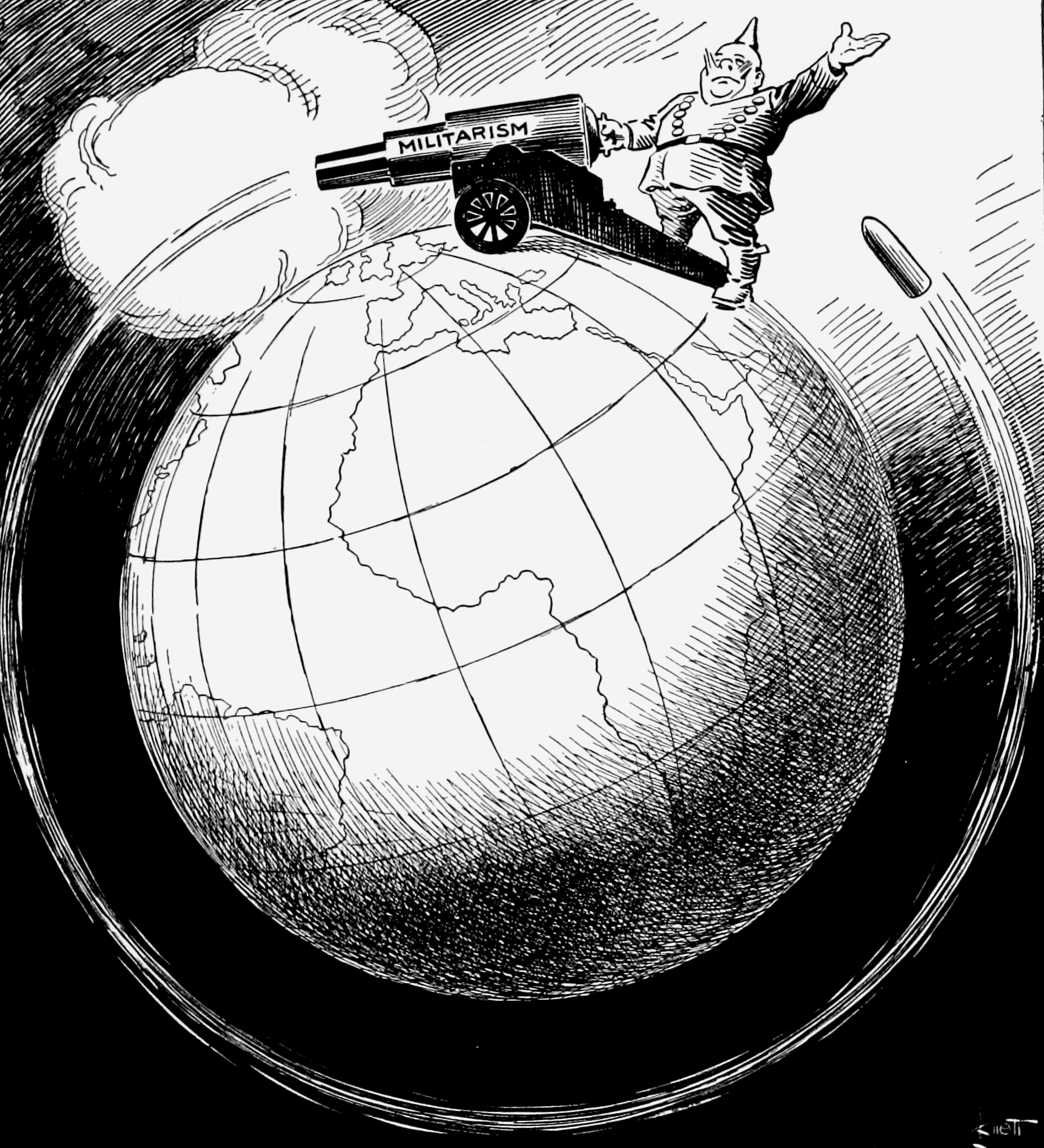
"그가 꿈꾸던 것 보다 멀리 쏜다" (원제:It Shoots Further Than He Dreams) 반군국주의 만화가 존 F. 노트가 그린 풍자화이다. 빌헬름 2세가 쏜 대포가 (예상했던 지점이 아니라) 지구를 한 바퀴 돌아 그의 뒤통수로 날아들고 있다.

### 반군국주의
반군국주의(反軍國主義, Antimilitarism)는 전쟁, 특히 군국주의에 의해 일어난 전쟁을 반대하거나 반전주의적인 사상에 입각해 진행하는 사회 운동을 말한다. 평화주의는 국가간의 분쟁을 폭력이나 전쟁을 수단으로 하여 해결하자고 하는 것 보다는, 평화적인 해결방법을 주장하는 것이나 그러한 사상을 말한다. 양심적 병역 거부 등 군사행동 참가를 거부하는 행위도 포함될 수 있다. 반면 반군국주의는 모든 전쟁을 거부하지는 않으며, 군국주의가 가진 특성인 "전쟁에 대한 대비나 막강한 군사력을 목표로 하는 것"을 거부한다. 반군국주의자들은 징병제를 개인의 자유를 억압하는 악제라고 여겨 반대하고 강제 징병하지 않고 자원자들로만 군대를 유지하는 병역제도인 모병제를 개인의 자유를 존중하는 올바른 병역제도라고 생각하여 찬성한다.

### 반제국주의
반제국주의(反帝國主義 Anti-imperialism)는 제국주의와 제국주의를 불러일으키는 모든 이념에 반대하는 정치사상이다. 이는 전쟁 중에서도 약소국을 대상으로 한 영토 확장 행위, 정복 전쟁에 대한 것을 반대하는 입장이다. 이러한 측면에서 반전주의와 밀접한 연관이 있다고 할 수 있다. 그러나 반제국주의는 군사적 상황뿐만 아니라, 경제 분야에서 특히 강대국에 의한 금융 쪽에서의 약소국 착취를 반대하며 약소국의 국가 해방을 주장한다. 제국주의는 군사적 행위, 경제적 행위, 문화적 행위, 정치-사회적 간섭을 모두 이용한 것이기 때문에 반제국주의자들은 이 중에서 한 가지의 문제점만으로도 여러 가지 주장을 펼쳐나갈 수 있다.
반제국주의자들은 제국주의는 자본주의와 밀접한 관련이 있다고 주장한다. 즉, 자본주의 체제 내에서의 국내 자본을 외국 자본으로까지 확장시키려는 자본주의자들의 탐욕 때문에 제국주의적 야욕은 첫걸음을 시작한다고 믿고 있기 때문이다. 실제로 과거 여러 식민지를 가지고 있던 스페인, 영국, 일본 그리고 태평양의 수많은 부족국가를 통치하고 있던 미국은 그 의도가 처음부터 자본주의 확장이라는 점에서 의의를 찾을 수 있다.반제국주의의 본질적인 주장은 이러한 자본주의 확장 과정을 통해서 일어나는 제국주의가 약소국 주민을 착취하고 인간의 존엄성을 무시하는 것에 대해 반대하는 것이다.
대표적인 예시로, 암스테르담에서 열린 국제반전대회가 있는데, 이는 제국주의에 반대하기 위한 것이었다. 사상 초유의 국제적 규모의 반전대회로서 27국에서 2196명의 대표가 참가했으며, 정치적으로는 공산주의자 830명, 사회주의자 291명, 그 밖에 1041명이 참석했다. 선언문에서는 자본주의체제를 전쟁의 원인으로 규정하며 소련방위를 위한 피착취자들의 단결과 각국 부르주아에 맞선 노동자들의 행동전개를 촉구했다. 이러한 반제국주의적 성격의 국제반전대회는 반전 운동이 발전하는데 주요한 계기가 되었다.

## 1900년대 반전운동

### 제 1차 세계대전

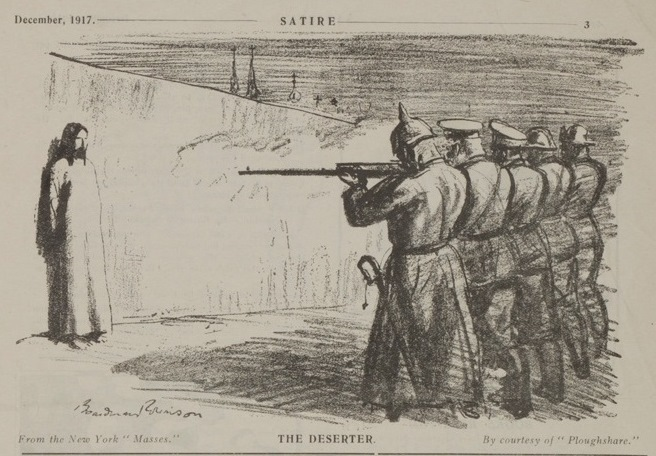
1916년 보먼 로빈슨의 탈영병 처형

1914년 영국에서는 솔즈베리 평원 근처의 Tidworth Camp에서 공립학교 장교 훈련단 연례 캠프가 열렸다. Lord Kitchener영국군 사령관은 생도들을 방문하기로 되어 있었지만, 전쟁의 긴급함 때문에 방문할 수 없었다. Horace Smith-Dorrien 장군이 대신 파견되었다.그는 연설에서 2-3,000명의 생도들을 놀라게 했다. (버뮤다 출신 생도인 도널드 크리스토퍼 스미스의 말에 따르면) 그가 말하길 "전쟁은 어떤 대가를 치르더라도 피해야 하고, 전쟁은 아무것도 해결하지 못할 것이며, 유럽 전체와 그 외의 다른 것들이 파멸로 전락할 것이다. 그리고 생명의 손실이 너무 커서 전체 인구가 감소할 것이다. 우리의 무지 속에서 그러한 우울하고 애국심이 없는 연설을 하고 있는 영국 장군에게 부끄러움을 느꼈지만, 그 후 4년 동안, 우리 중 4분의 1도 되지 않는 생도들이 홀로코스트에서 겨우 살아남아 그 영국 장군의 연설이 얼마나 옳았고, 그것을 말하기 위해 얼마나 큰 결심을 했어야 했는지 알게 되었다." 이러한 그의 의사를 표현하는 것은 Horace Smith-Dorrien의 경력을 방해하거나, 제1차 세계 대전에서 그가 임무를 수행하는 것을 방해하지 않았다.
전쟁의 기계화가 증가함에 따라, 특히 제1차 세계 대전의 여파로 전쟁의 공포는 커져갔고, 전쟁을 반대하는 의견이 많아졌다.
1917년의 Espionage Act와 1918년의 Sedition Act은 미국 당국에게 신문사를 폐쇄할 권리를 주었고 반전적 견해를 가진 사람들을 투옥시켰다.
1918년 6월 16일, Eugene V. Debs는 반전 연설을 했고 1917년 간첩법에 의해 체포되었다.그는 유죄 판결을 받았고, 10년 징역형을 선고받았지만, Warren G. Harding 대통령은 1921년 12월 25일 형을 감형했다.

### 세계 대전 사이의 반전운동
1924년에, Ernst Friedrich는 1차 세계대전의 독일 군사 및 의료 기록 보관소에서 가져온 사진들의 앨범인 <Krieg dem Krieg!>를 출판했다. Sontag은 이 책을 "끔찍하고 사기를 떨어뜨리기 위해" 고안된 "충격 요법으로서의 사진술"이라고 설명했다.
서구의 반전 운동이 구체화된 것은 1930년대였고, 기존 운동의 대부분의 정치적, 조직적 뿌리를 추적할 수 있다. 반전운동의 특징으로는 전쟁으로부터 이익을 얻는 것으로 인식되는 기업이익에 대한 반대, 나이든 사람들의 안락과 젊은이들의 삶을 맞바꾸는 현상, 징집된 사람들은 가난한 가정 출신이며 징집과 병역을 피할 수 있는 특권을 가진 사람들을 대신하여 전쟁을 치르고 있을 것이라는 개념, 그리고 전쟁에서 죽을 사람들이 참전을 결정하는 데에 있어 직접 결정을 내리지 못한다는 점이 있다.
1933년 Oxford Union은 Oxford Pledge에서 "어떤 경우에도 이 의회는 왕과 국가를 위해 싸우지 않을 것"이라고 결의했다.
미국의 Smedley Butler 장군을 포함한 많은 참전 용사들은 민간인 생활로 복귀하는 과정에서 전쟁과 전쟁 수익에 반대하는 목소리를 냈다.
퇴역 군인들은 여전히 자신이 1차 세계 대전에 참전하게 된 계기에 극도로 냉소적이었지만, 많은 사람들이 스페인 내전 이후에 기꺼이 싸우려 했으며, 이는 평화주의가 참전의 이유가된 것은 아님을 나타낸다. 이러한 경향은 All Quiet on the Western Front, For Whom the Bell Tolls 그리 Johnny Got His Gun과 같은 소설에 묘사되었다.

### 제 2차 세계 대전

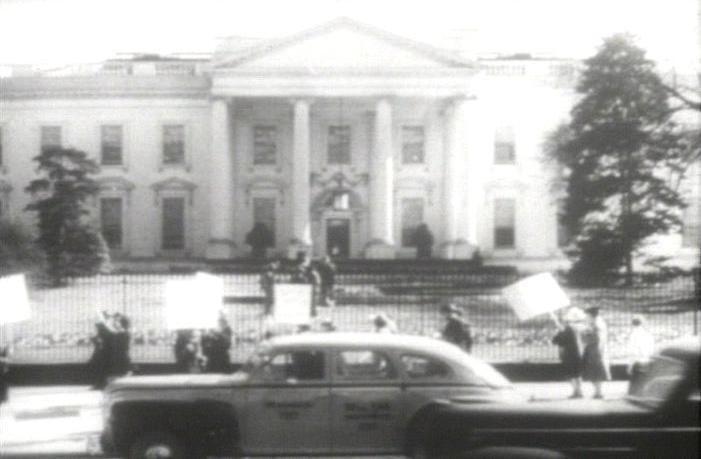
백악관 앞에서의 반전 운동

제2차 세계 대전에 대한 반대는 전쟁 초기에 가장 목소리가 컸고, 유화 전략과 고립주의 전략이 실행 가능한 외교적 선택으로 간주되기 전에는 더 강했다. 스페인 내전 참전용사들을 포함한 공산주의 주도의 조직들은 Molotov-Ribbentrop 조약을 시작으로 전쟁에 반대하다가 독일이 소련을 침공한 후 매파로 변했다.
전쟁은 한동안 반전 운동에 뚜렷한 사회적 불이익을 주는 것처럼 보였다. 극소수의, 열정적인 평화주의자들은 전쟁과 그 당시의 결과에 대해 계속해서 논쟁을 벌였다. 그러나 냉전 이후 전후 재편과 함께 야당이 다시 등장하면서 대립이 재개되었다. 현대 전투의 암울한 현실과 기계화된 사회의 특성으로 인해 반전 관점은 Catch-22, Slaughterhouse-Five, The Tin Drum에 등장하게 되었다. 이러한 정서는 냉전으로 인해 젊은 세대에게 끔찍한 대가를 치르면서 끝없는 분쟁이 계속되는 것처럼 보였기 때문에 더욱 강해졌다.

### 베트남 전쟁

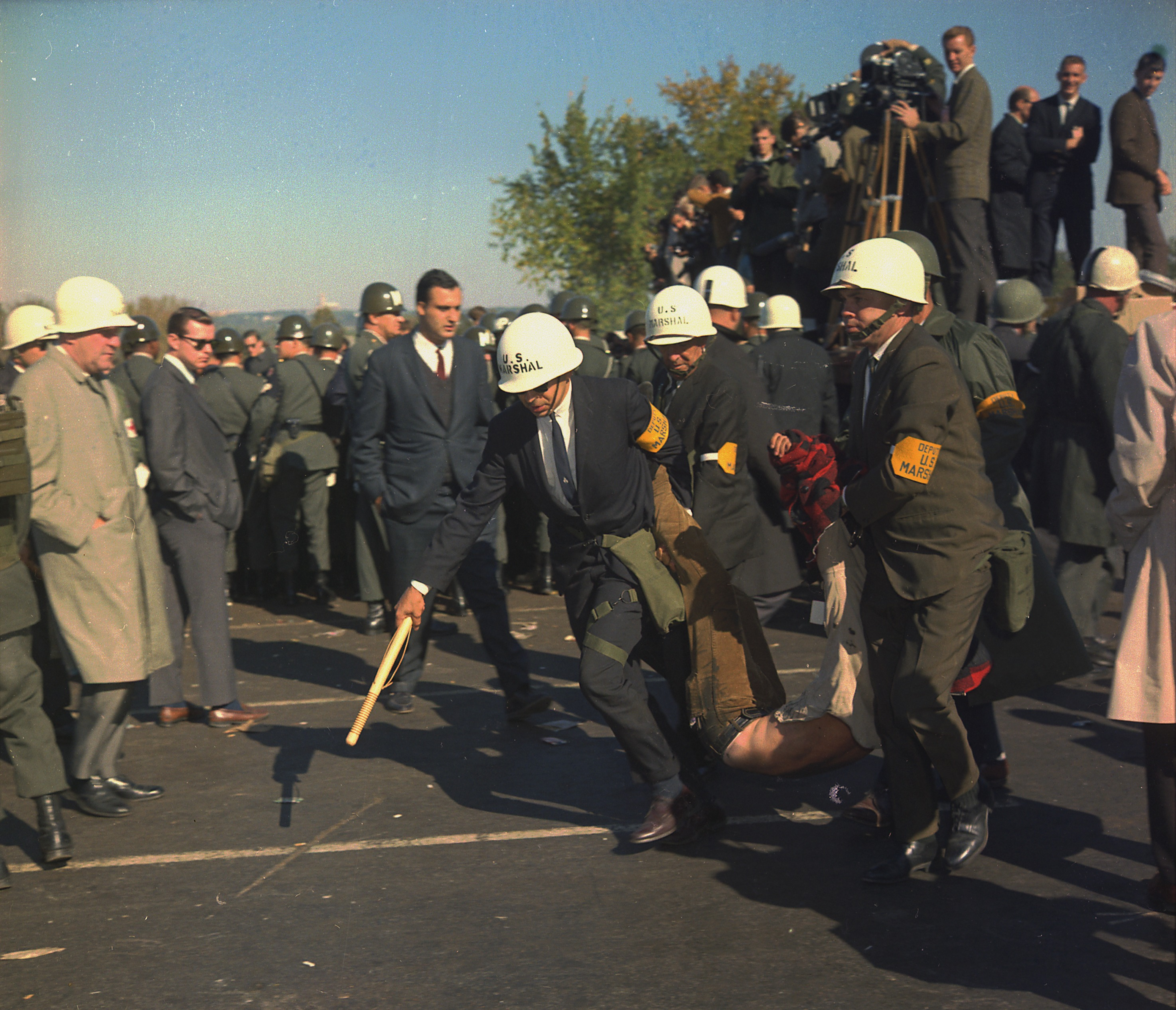
1967년 워싱턴 D.C 에서 베트남 전쟁 시위자를 체포한 미국 연방 보안관들

베트남 전쟁에 대한 미국의 개입의 조직적인 반대는 1964년 미국의 수많은 대학 캠퍼스에서 천천히 그리고 소수로 시작되었고 전쟁이 점점 심각해지면서 빠르게 퍼져나갔다. 1967년 반전 운동 연합은 1960년대 후반과 1972년 사이에 베트남 전쟁 종결을 위한 대규모 반전 시위를 조직한 전국 위원회를 결성했다. 반문화 노래, 조직, 연극 및 기타 문학 작품은 비순응주의, 평화, 반체제주의의 정신을 장려했다. 이러한 반전 정서는 전례 없는 학생 운동과 민권 운동 직후 발전했고, 인구 통계학적으로 중요한 베이비붐 세대에 의해 수적으로 강화되었다. 반전 정서는 빠르게 성장하여 각계각층의 폭넓고 다양한 미국인들로 구성된 사회로 빠르게 성장했다. 베트남 전쟁 반대 운동은 종종 미국의 전쟁 개입 자체에 영향을 미치는 주요 요인으로 간주된다. 전 국무장관과 전 미국 상원의원인 John Kerry와 장애인 참전용사 Ron Kovic를 포함한 많은 베트남 참전용사들이 미국으로 돌아오는 길에 베트남 전쟁을 반대하는 목소리를 냈다.
전쟁과 징병에 반대하는 운동은 호주에서도 일어났다.
가장 규모가 컸던 시위는 1969년 10월 15일을 '베트남 반전의 날'로 정하여, 워싱턴을 중심으로 미국 각지에서 일아난 대규모 베트남반전통일행동이다. 이 반전운동은 그 해 11월, 12월에도 계속되었었으며, 1971년 6월에도 일어났다. 또 베트남전선으로부터의 탈주병을 숨겨주거나 국경을 초월하여 보호하려는 움직임도 있었다. 이와 같은 반전운동을 지탱해 준 논리와 신념으로는 3가지를 들 수 있다. 첫째, 법의 구속에서 벗어난 대외정책을 수행하는 것보다도 국제법규를 준수한 정책을 펴는 쪽이 국가이익이 된다는 사고방식이고, 둘째는 미국의 정책이 잘못되어 있고, 국제법에 위배된다면 그것을 지적하는 것이 시민으로서의 의무이며, 비록 정부일지라도 불법행동을 취할 때는 그것에 반대하는 것이 애국하는 일이라는 신념이다. 셋째는, 시급히 전쟁 종결의 방도를 찾아내야 하는데, 정부 스스로의 정책수정을 기대할 수 없을 때는 국민의 여론을 환기시켜야 한다는 판단이다. 베트남반전운동은 미국만이 아니고, 세계 여러 나라에서 전개되었으며, 국제적인 연대에 의하여 강화되었다.

### 남아프리카 국경 전쟁
남아프리카 국경 전쟁에 대한 반대는 apartheid 군대에 대한 일반적인 저항으로 확산되었다. 징병 종식 캠페인과 남아프리카 전쟁 저항 위원회와 같은 조직들이 설립되었다. 많은 사람들이 이 시기에 전쟁을 반대했다.

### 유고슬라비아 전쟁

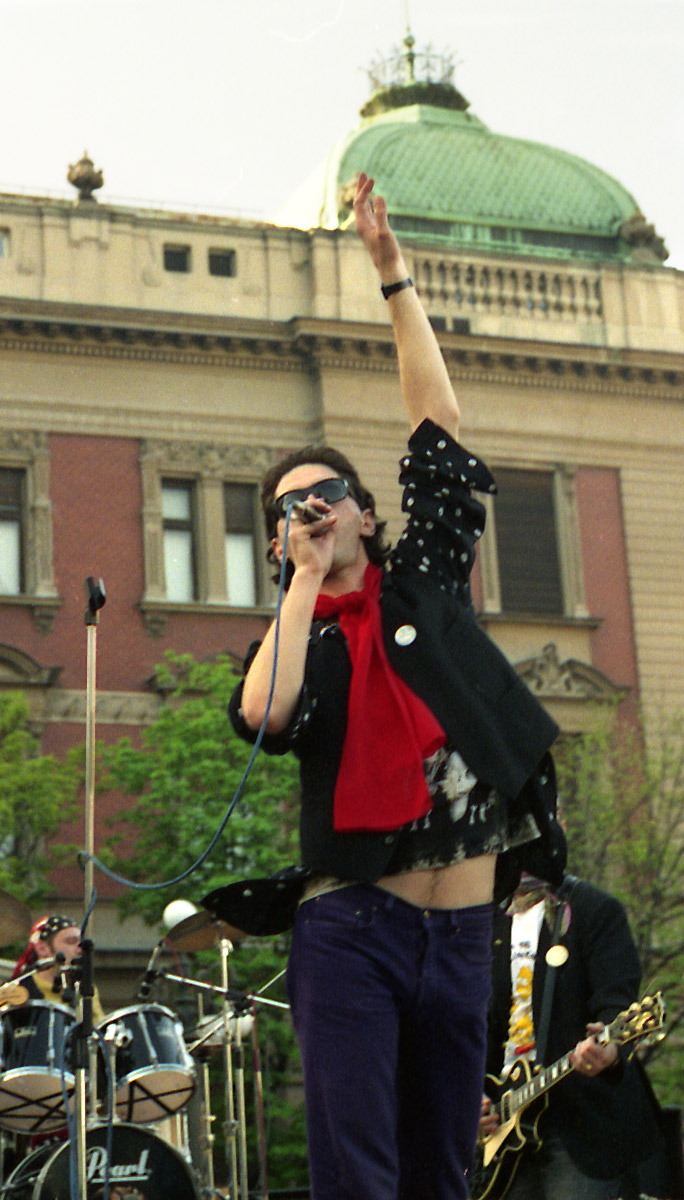
반전 콘서트에서 공연하는 스르잔고이코비치

Slobodan Milošević가 집권한 이후 민족주의와 정치적 긴장이 고조되고 유고슬라비아 전쟁이 발발하면서 세르비아에서는 수많은 반전 운동이 전개되었다. 반전 시위는 대부분 부코바르 전투, 두브로브니크 포위전, 사라예보 포위전 등의 반대로 이루어졌으며, 시위자들은 선전포고와 징병 중단에 대한 국민투표를 요구했다.
5만 명이 넘는 사람들이 많은 시위에 참여했고, 사라예보의 사람들과 연대하여 "검은 리본 행진"이라고 불리는 가장 거대한 시위에 15만 명 이상이 참여했습다. 유고슬라비아 인민군에서 탈영한 사람은 5만 명에서 20만 명 정도로 추산되며, 세르비아에서 10만 명에서 15만 명 정도가 참전을 거부하고 이주한 것으로 추정된다. University of Reims의 선임 강사이자 구 유고슬라비아 국제형사재판소(ICTY)의 증인으로 출석한 르노 드 라 브로스 교수에 따르면, 밀로셰비치의 선전에 대한 세르비아인들의 저항이 얼마나 컸는지, 그리고 대체 뉴스에 대한 접근성이 부족했다는 점을 고려하면 놀랍다고 한다.
세르비아의 반전 사상과 운동을 이끈 가장 유명한 협회와 NGO는 반전 행동 센터, 흑인 여성, 인도주의 법률 센터, Belgrade Circle.이었다. 추가로, 림투티투키(Rimtutituki)는 록 슈퍼 그룹으로 베오그라드의 동원에 반대하는 청원 서명에서 결성되었다.
코소보 전쟁 중 NATO의 유고슬라비아 폭격은 개입의 정당성에 대한 논쟁을 촉발시켰다. 약 2,000명의 세르비아계 미국인들과 반전 운동가들이 NATO의 공습에 반대하여 뉴욕에서 시위를 벌였고, 7,000명 이상이 시드니에서 시위를 벌였다. 그리스에서 가장 대규모 시위가 열렸고, 런던, 모스크바, 토론토, 베를린, 슈투트가르트, 잘츠부르크, 스코페 등 이탈리아 도시에서도 시위가 열렸다.

## 2000년대 반전운동

### 아프가니스탄 전쟁

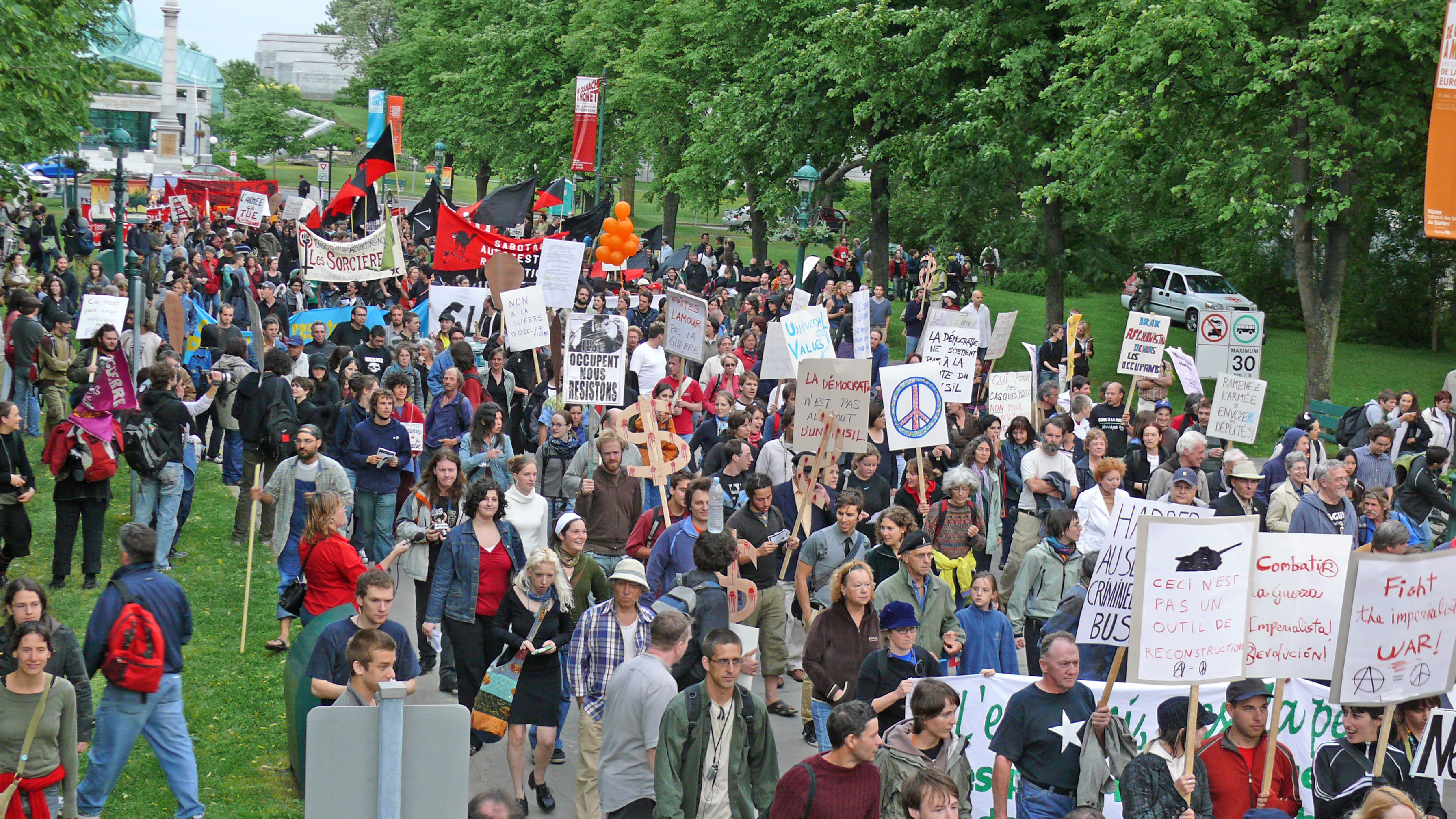
2007년 6월 22일 퀘벡시에서 캐나다 군대의 아프가니스탄 개입에 반대하는 시위

2001년 9월 11일 테러 공격(9.11테러)에 대한 대응으로 간주되었고 대부분의 미국 대중들의 지지를 받은 2001년 아프가니스탄 전쟁에 대해 처음에는 거의 반대하지 않았다. 대부분의 반대 목소리는 평화주의 단체들과 좌파 정치적 의제를 추진하는 단체들로부터 나왔다. 시간이 지남에 따라 아프가니스탄 전쟁에 대한 반대가 더욱 광범위하게 확산되었는데, 이는 부분적으로는 분쟁의 장기화에 대한 피로감의 결과이며, 다른 부분적으로는 아프가니스탄 전쟁이 인기 없는 이라크 전쟁과 겹쳐진 결과이기도 하다.

### 이라크 전쟁

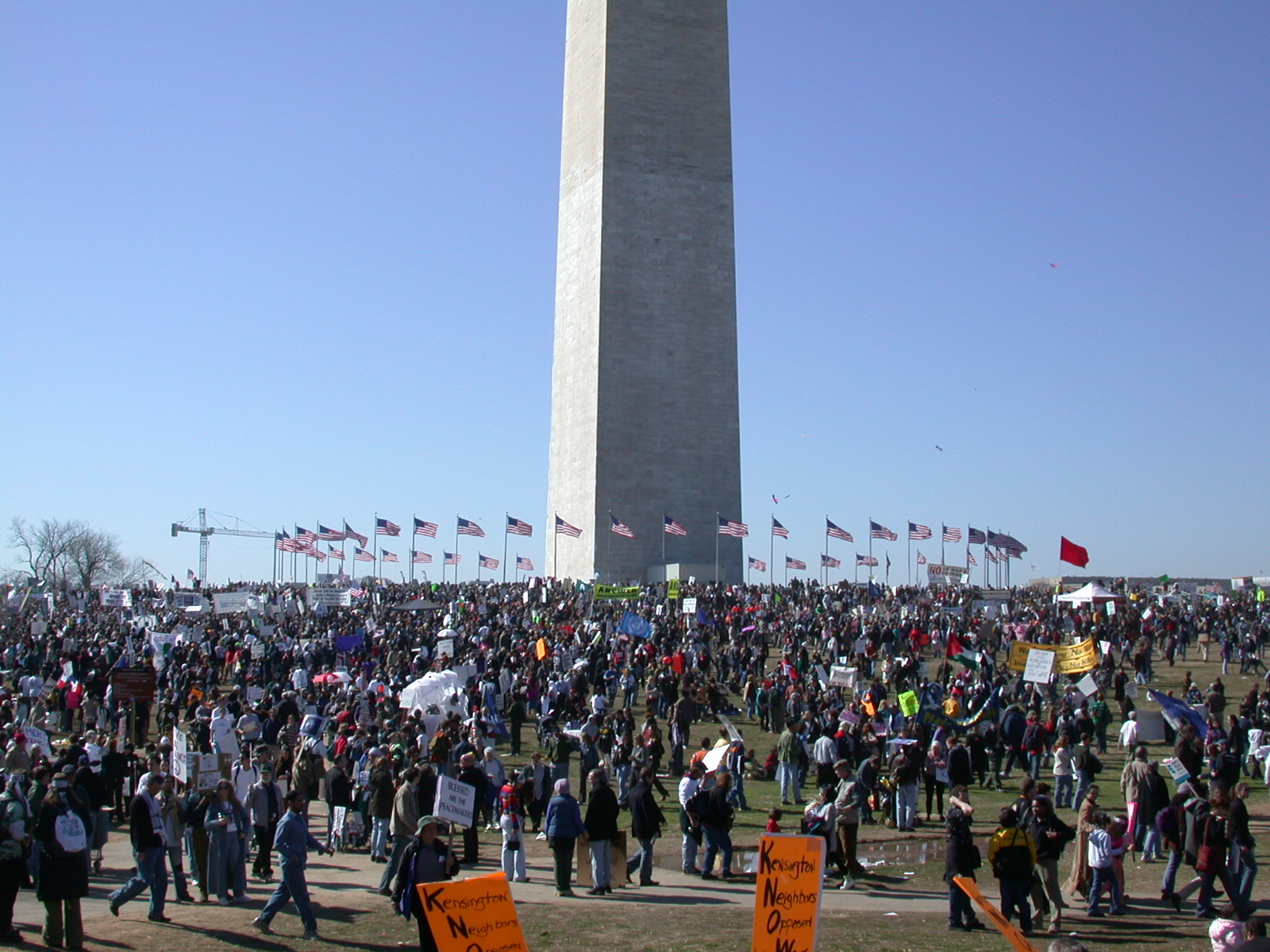
2003년 3월 15일 워싱턴 D.C.에서 열린 반전 집회

반전 입장은 2003년 미국과 그 동맹국들의 이라크 침공으로 인해 새로운 지지와 관심을 얻었다. 침공 직전 수백만 명의 사람들이 전 세계에서 대규모 시위를 벌였고, 점령 기간 내내 시위와 다른 형태의 반전 운동이 계속되었다. 이라크 점령 지속에 대한 미국 내 주요 반대는 풀뿌리 운동에서 비롯되었다. 전쟁에 대한 반대, 전쟁 수행 방식, 전쟁 후유증으로 인해 미국 내 여론이 분열되었고, 그 결과 2004년 봄에 처음으로 대다수 여론이 전쟁에 반대하는 쪽으로 돌아섰으며, 그 이후에도 그 기조는 유지되고 있다.
미국의 컨트리 음악 밴드 딕시 칙스(Dixie Chicks)가 전쟁에 반대하자 많은 라디오 방송국이 이들의 음반을 틀지 않았지만, 2003년 여름 이라크 전쟁에 대한 미국 언론 보도를 비판하는 노래를 발표하며 반전 입장을 지지했던 컨트리 음악의 전설 멀 해거드(Merle Haggard)도 반전 운동에 힘을 보탰다. 반전 단체들은 2008년 9월 미네소타주 세인트폴에서 열린 민주당 전당대회와 2008년 공화당 전당대회 시위에서 모두 시위를 벌였다.
당시 전세계의 이라크 전쟁에 대한 반전 여론은 엄청났다. 2003년 2월 15일 영국, 미국, 이탈리아, 스페인, 오스트레일리아, 이집트 등 전 세계 6대륙 60여 나라 600여 도시에서 약 2000만 명이 거리로 나와, 제2차 세계대전 종전 후 최대 규모의 국제 반전 시위를 벌였다. 남극 국제과학기지에서 일하는 과학자도 영하 30도 추위를 무릅쓰고 실외 집회를 했다. 서울에서도 약 5000명이 거리로 나왔다. 그 전인 2002년 영국 런던에서 40만 명이, 이탈리아 피렌체에서 100만 명이 반전 시위를 벌였다. 이런 대규모 운동은 1999년 시애틀 항쟁 이후 만개한 대안 세계화(국제 반신자유주의) 운동이 반전 운동과 연결됐기에 가능했다.
이런 운동들 덕에, 미국은 국제적으로 상당히 고립된채 전쟁을 시작해야 했다.

### 이란과의 전쟁 반대 운동
미국의 향후 이란에 대한 군사 공격 가능성에 대한 조직적인 반대는 2005-2006 년에 시작된 것으로 알려져 있다. 2005년 초부터 시모어 허쉬(Seymour Hersh), 스콧 리터(Scott Ritter), 조셉 시린치오네(Joseph Cirincione), 호르헤 허쉬(Jorge E. Hirsch)와 같은 언론인, 활동가, 학자들은 이란의 핵무기 프로그램 보유 가능성에 대한 미국의 우려가 향후 미국 정부가 이란에 대한 군사적 조치를 취할 수 있다는 주장을 발표하기 시작했다. 이러한 보도 그리고 이란과 일부 서방 정부 간의 긴장이 동시에 고조되면서 미국과 영국에서 이란에 대한 잠재적 군사 공격에 반대하는 '이란 제재 및 군사 개입 반대 캠페인(Campaign Against Sanctions and Military Intervention in Iran)'을 비롯한 풀뿌리 조직이 결성되었다. 또한 국제원자력기구 사무총장 모하메드 엘바라데이(Mohamed ElBaradei), 전 이라크 유엔 무기 사찰단장 스콧 리터(Scott Ritter), 시린 에바디(Shirin Ebadi), 마이리드 코리건-마기어(Mairead Corrigan-Maguire), 베티 윌리엄스(Betty Williams) 등 노벨상 수상자, 해럴드 핀터(Harold Pinter)와 조디 윌리엄스(Jody Williams), 핵군축 캠페인, 코드 핑크, 118개국의 비동맹운동, 아랍연맹 등 여러 개인, 풀뿌리 조직 및 국제 정부 조직이 공개적으로 이란 공격에 대한 반대 입장을 표명하고 있다.

### 돈바스 전쟁

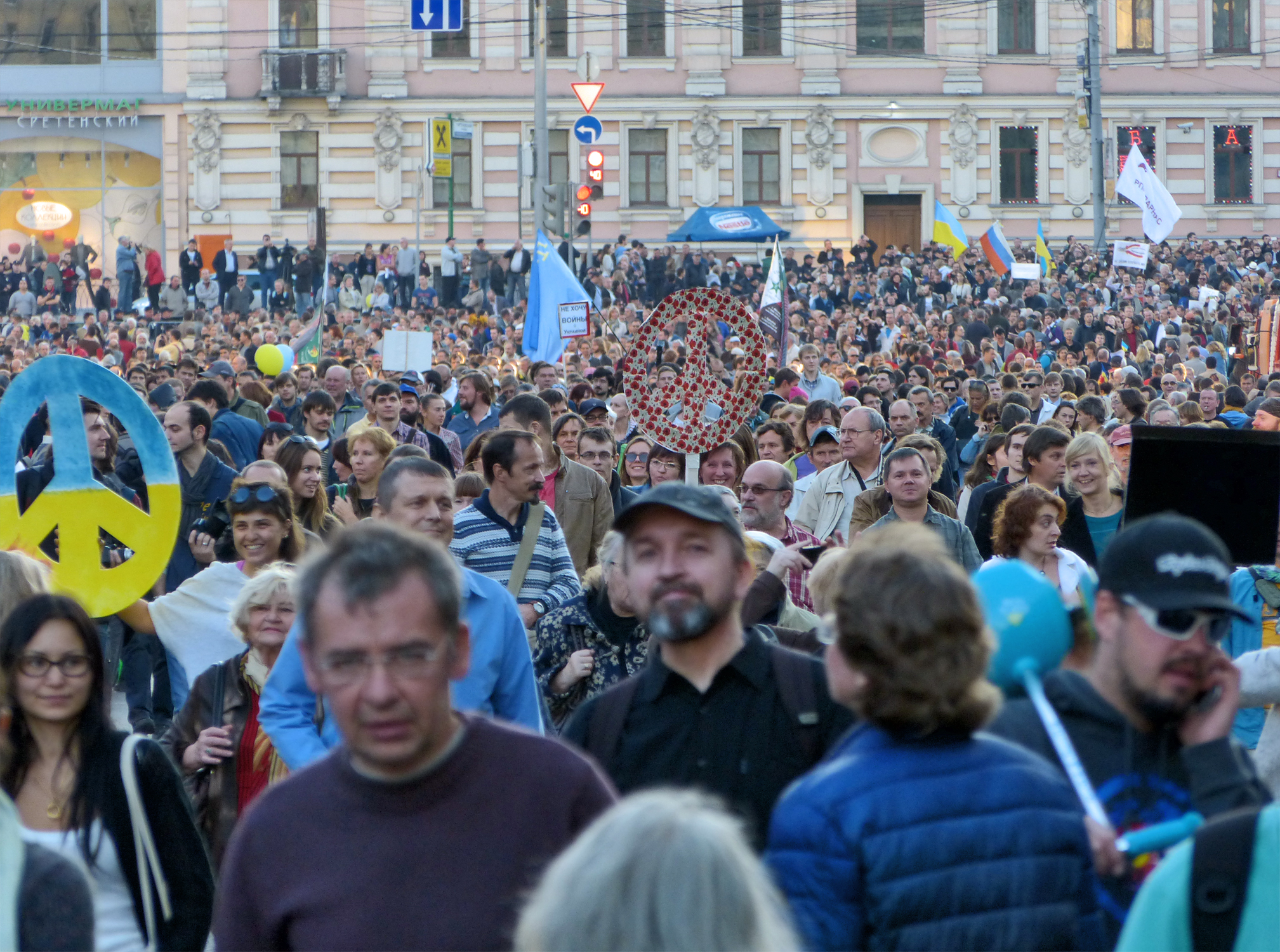
2014년 9월 21일 모스크바에서 반전/푸틴 시위

반전/푸틴 시위는 동부 우크라이나에서 "돈바스 전쟁에 반대"하는 모스크바에서 발생했다.

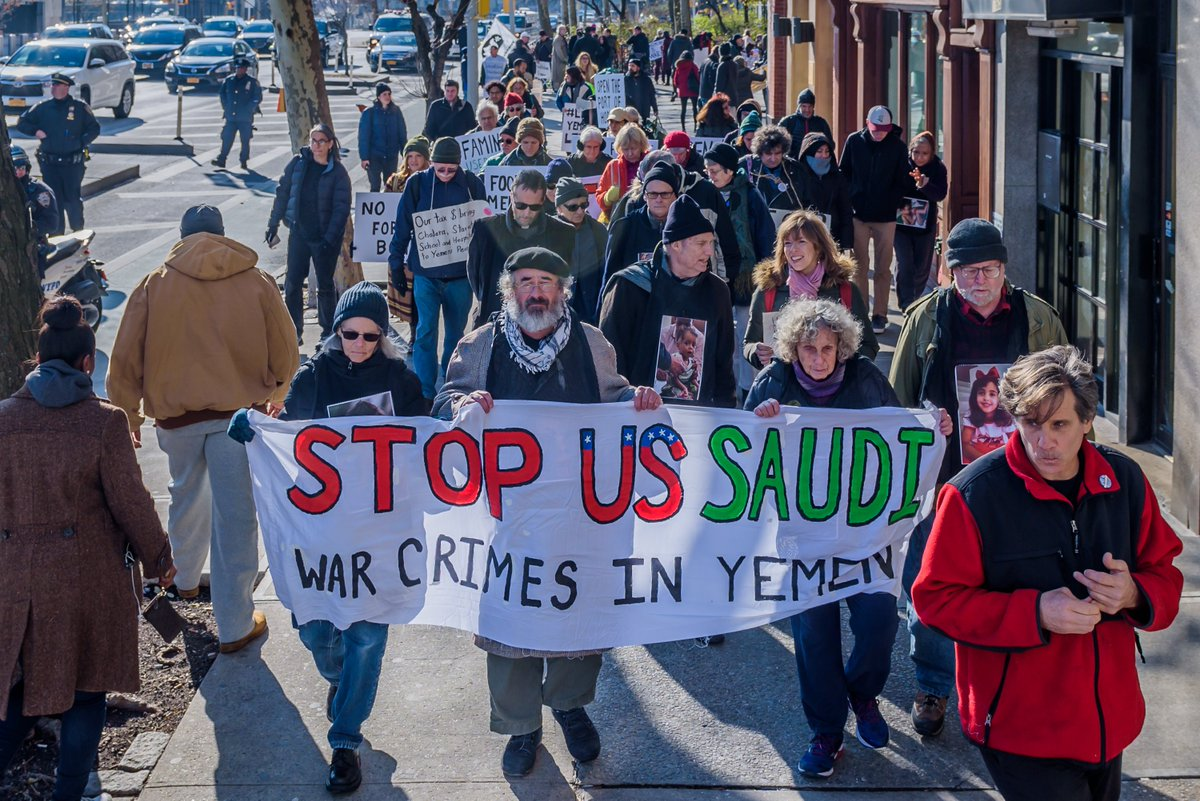
뉴욕시, 미국 전쟁 개입에 대한 항의 시위

### 2021년 이스라엘 - 팔레스타인 분쟁
2021년 5월, 이스라엘-팔레스타인 분쟁이 발발한 후 시위가 벌어졌다. 미국에서는 팔레스타인인들과 연대하기 위해 최소 7개 주요 도시에서 수천 명이 모였다. 2021년 분쟁은 5월 6일부터 휴전이 체결된 5월 21일까지 지속되었다. 다음 날, 영국 하이드파크에는 약 18만 명의 시위대가 모여 영국 역사상 최대 규모의 친팔레스타인 시위를 벌였다. 반전 운동가들과 노동조합원들은 영국 정부에 이스라엘에 대한 투자 중단과 제재를 요구하는 등 연설을 했다. '팔레스타인 자유', '전쟁 중단' 등의 메시지가 현수막과 플래카드에 적혀 있었고 시위대는 구호를 외쳤다. 휴전에도 불구하고 시위는 6월까지 계속되었으며, 6월 4일에는 미국 오클랜드에서 시위대가 이스라엘 화물선의 오클랜드 항구 입항을 막으려는 시도를 하는 등 시위가 계속되었다.

### 2022년 러시아의 우크라이나 침공

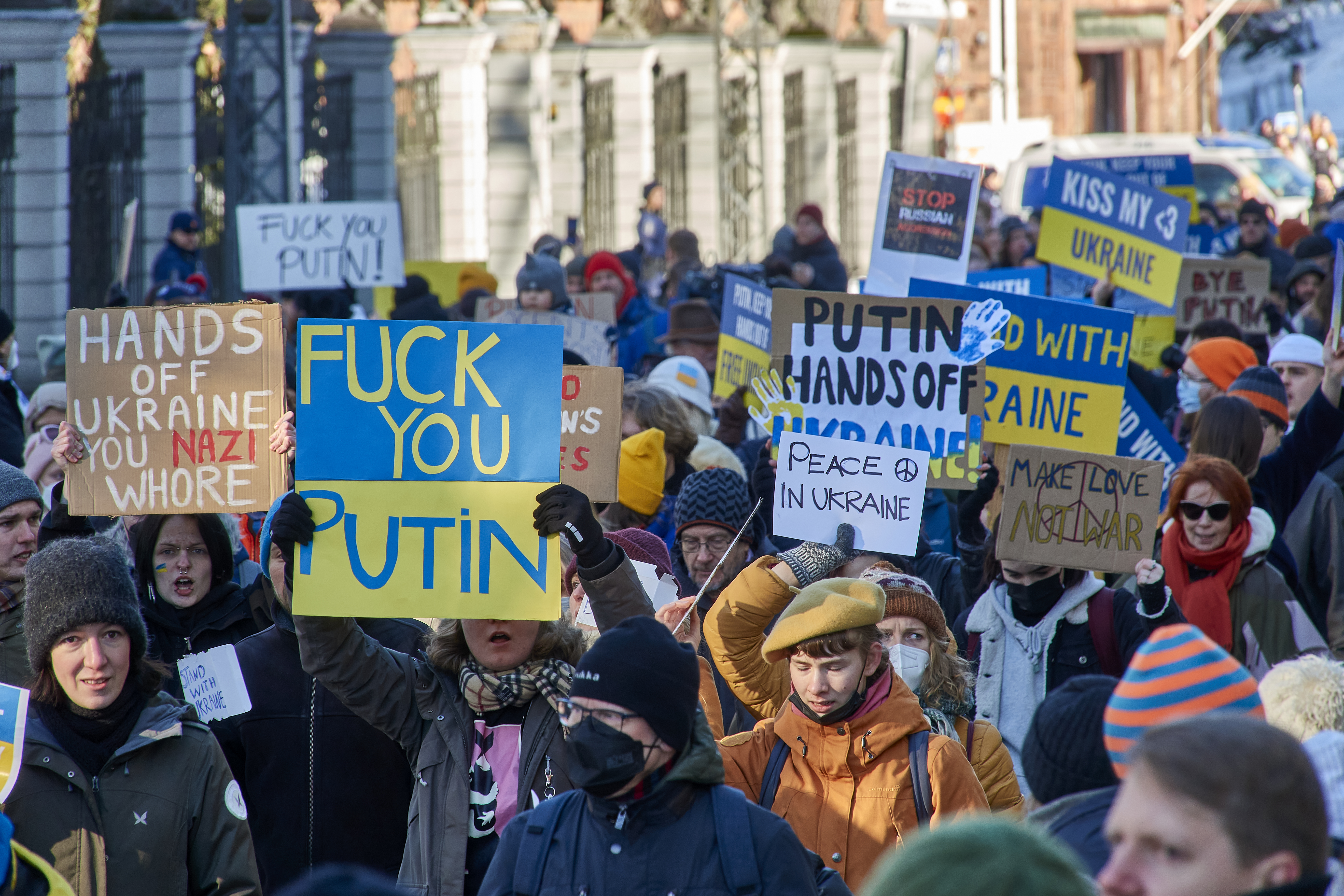
2022년 우크라이나 침공 후 핀란드 헬싱키에서의 시위

2022년부터 러시아와 우크라이나 간의 긴장이 고조되면서 반전 운동이 다시 시작되었다. 러시아가 우크라이나를 침공한 후인 2022년 2월 24일부터는 시위가 더욱 격화되었다.
블라디미르 푸틴 러시아 대통령은 러시아 군사 작전에 대한 '가짜 뉴스'를 퍼뜨리면 최대 15년의 징역형을 선고할 수 있다고 발표했다. 결국, 2022년 12월 현재 러시아 야당 정치인과 언론인을 포함한 4,000명 이상이 우크라이나 전쟁을 비판했다는 이유로 러시아의 '가짜 뉴스' 법에 따라 기소되었다.

## 사회과학자들의 반전운동 연구
다양한 지식인들은 전쟁이 정말로 불가피한 것인지, 그리고 어떻게 피할 수 있는지에 대한 철학적인 질문, 즉 평화의 필요성이 무엇인지에 대해 논의했다. 그 중에서도 과학자, 사회과학자 등이 자신의 주요 전문 분야가 아님에도 불구하고 반전운동에 참여하거나 주도하기까지 하는 등 전쟁을 피할 방법에 대해 지적이고 철학적인 관점에서 논의해 왔다. 그들은 쉬는 시간 없이 전쟁에 대해 경고하거나 전쟁에 맞서기 위해 더 많은 연구와 노력을 했다.

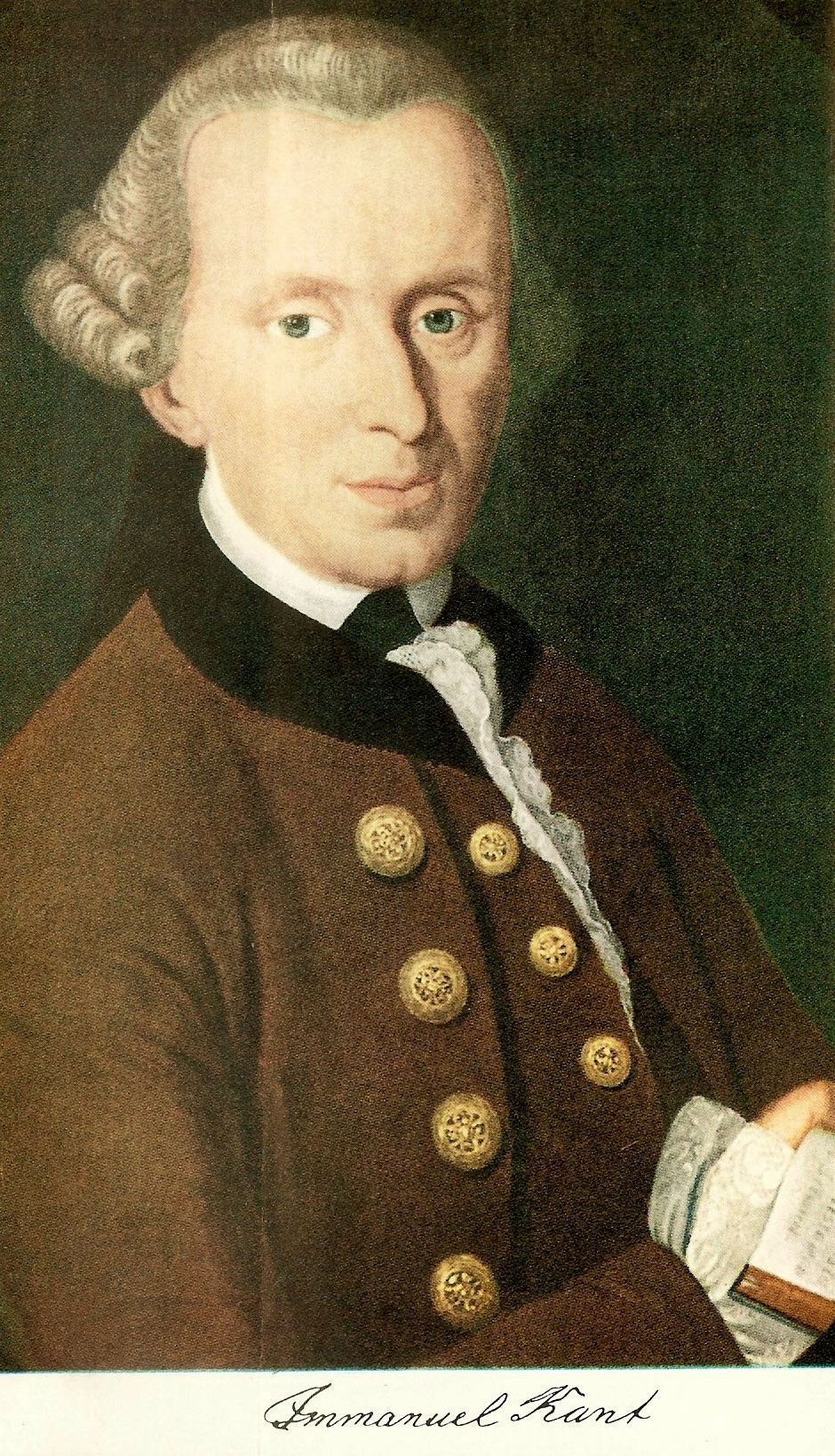
임마누엘 칸트

### 전쟁을 피할 수 있는 철학적 가능성
임마누엘 칸트: 1795년 "영구평화론" ("Zumewigen Frieden")에서 임마누엘 칸트는 정치적으로 보편적인 민주주의와 국제 협력을 통해 영구적인 평화가 보장될 수 있다는 생각을 처음으로 제시했다. 칸트의 도덕론에 의하면 전쟁은 악이며 영구평화야말로 인류가 도달해야 할 의무였다. 전쟁이 인격의 품위를 파괴하고 자유를 손상시키기 때문이다. 물론 유한한 인간에게 있어서 영구평화는 영원한 과제였으며, 구체적이며 현실적인 조건을 제안한 것이 이 저서이다.

### 반전 과학자 및 지식인
다음은 주목할 만한 반전주의적 활동을 한 과학자 및 지식인들의 목록이다.

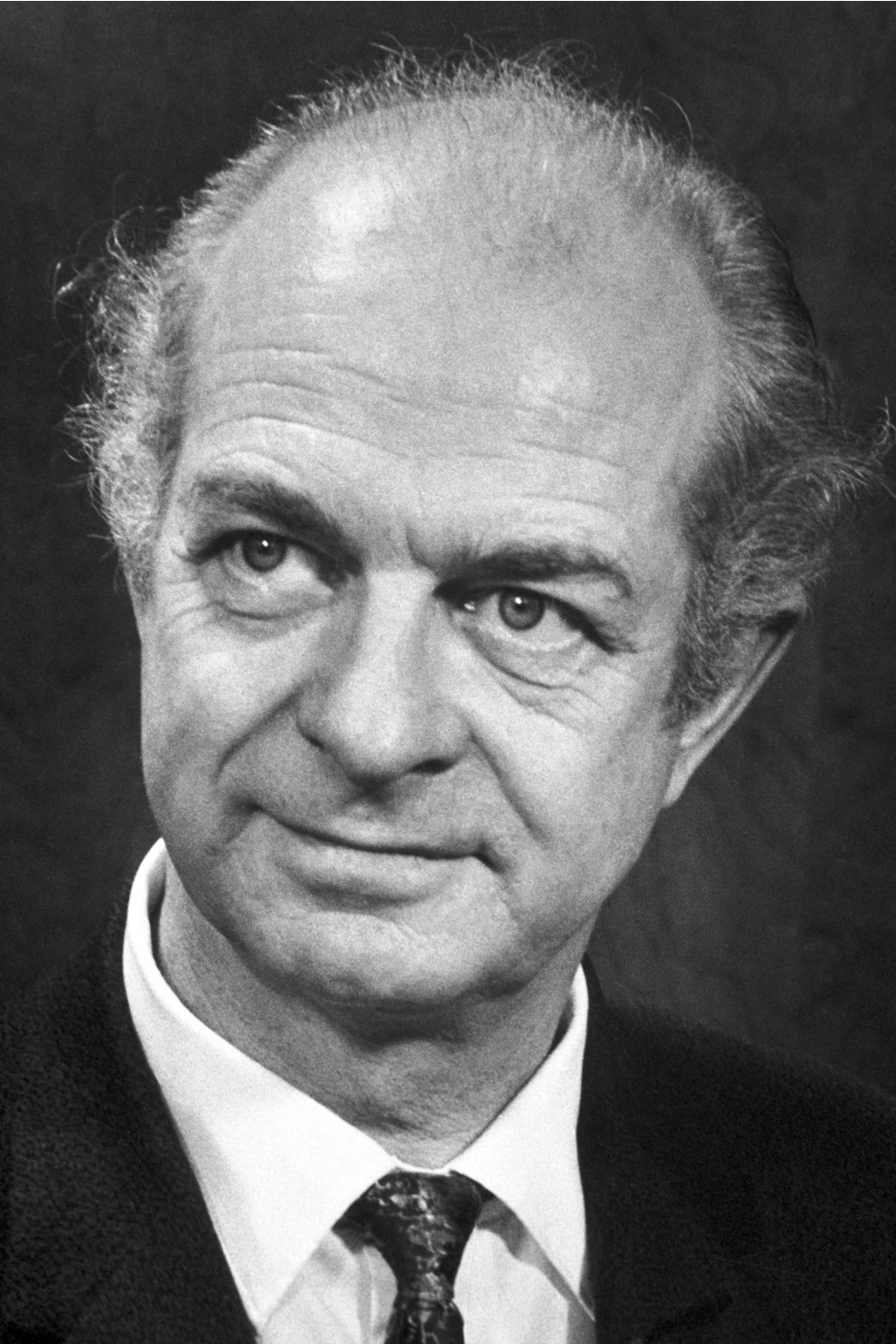
라이너스 폴링

- 라이너스 폴링라이너스 폴링은 본래 노벨 화학상을 수상한 저명한 화학 분야 전문가였다. 그런데 DNA구조 연구를 시작할 무렵인 1940년대에 들어서면서 전쟁과 핵 무기를 반대하는 운동에 적극 참여하였다. 당시 미국에서는 원자폭탄 개발을 위한 맨하탄 프로젝트를 진행중이었으며, 이 프로젝트의 과학부문 책임자였던 오펜하이머는 폴링에게 화학부문 책임자를 맡아 줄 것을 권했으나 현재까지 정확히 알려지지 않은 이유로 폴링은 오펜하이머의 제의에 응하지 않았다. 원자폭탄 투하를 계기로 전쟁이 끝나자 폴링은 적극적으로 반핵운동에 나서게 되었고, 이로 인해 미국의 국익에 도움이 되지 않는 반국가적인 인물로 분류되어 미연방수사국 (FBI) 등으로부터 감시를 당하고 여러 차례 수사를 받아야만 했다. 1946년부터 폴링은 아인슈타인등이 주도하는 원자과학자 비상위원회의 회원으로 활동하였다. ‘원자폭탄의 아버지’라 불리게 된 오펜하이머는 종전 후 승승가도를 달리는 듯 했으나 수소폭탄 제조를 반대했다는 이유로 소련의 첩자로 취급 받으면서 1954년에 모든 공직에서 쫓겨나 버렸다. 오펜하이머를 지지한 폴링은 1955년 51명의 노벨상 수상자와 함께 분쟁해결을 위한 전쟁 종식을 요구하는 대열에 앞장섰다. 폴링은 1957년부터 대기 중에서의 핵실험을 금지하는 반핵 서명운동을 시작했고, 전 세계 과학자들에게 동참을 권유하는 한편 일반 대중을 대상으로 하는 강연을 통해 핵실험의 위험성을 홍보해 나갔다. 그의 노력은 49개국 11,000여명의 전 세계 과학자들의 서명을 받은 청원서가 1958년에 유엔 사무총장에게 전달되도록 했으며, 그 해에 출판된 "더 이상의 전쟁은 없어야 한다" (No More War)라는 책을 통해 과학이 전쟁의 도구가 되어 가는 과정을 고발하면서 과학은 전쟁이 아닌 평화를 위해 공헌해야 한다고 역설했다.[32] 이러한 노력으로 그는 1962년 노벨 평화상을 수상했다.

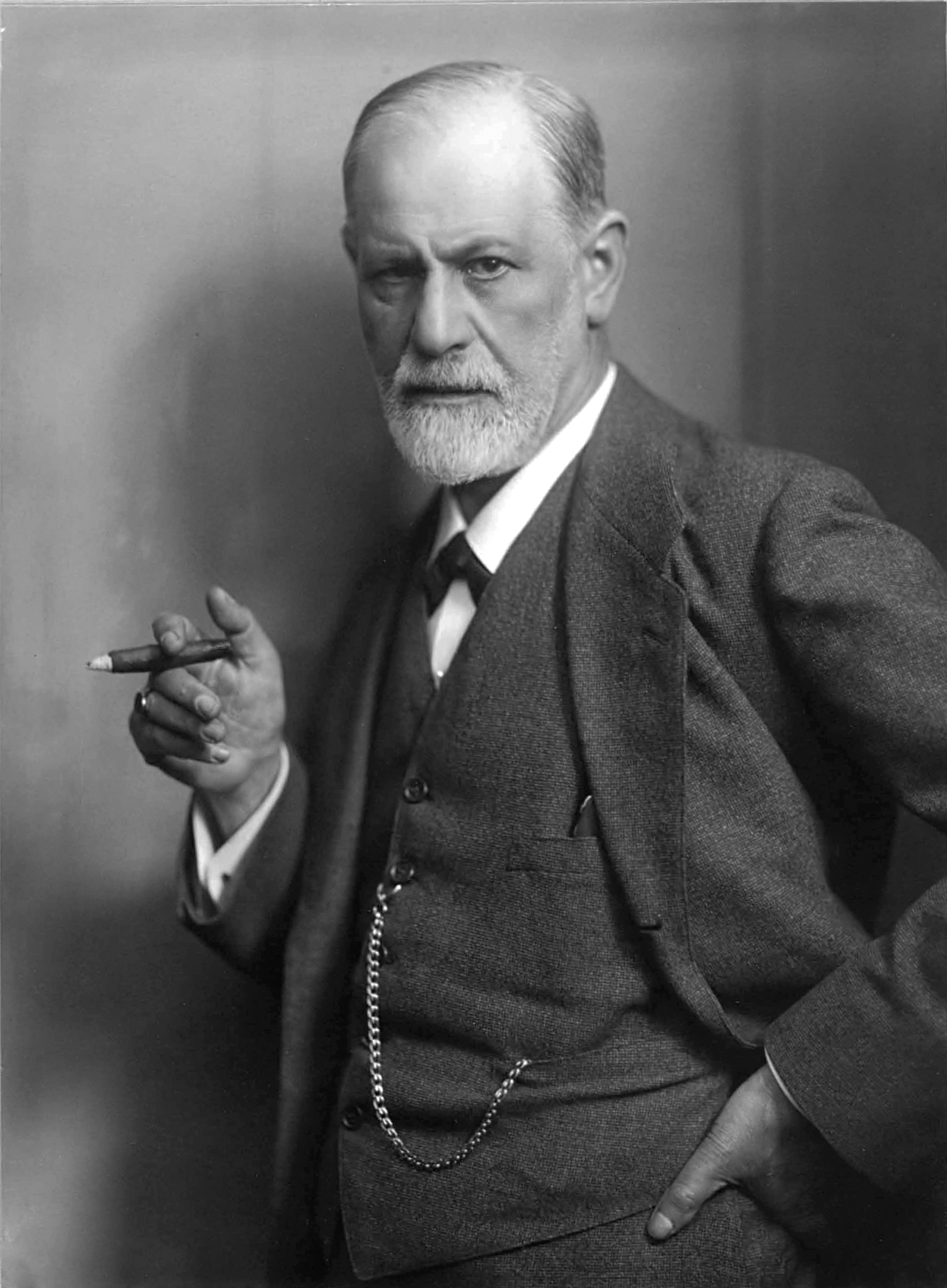
프로이트

- 오스트리아 심리학자이자 정신분석학의 창시자인 지그문트 프로이트와 알버트 아인슈타인은 폭력, 평화, 그리고 인간성에 관한 서신을 주고 받기도 했다. 당시는 제2차 세계대전을 향해 조금씩 움직여 가는 시기였고, 암스테르담에서는 문학자들의 호소로 '국제반전대회'가 열렸다. 아인슈타인은 국제연맹의 국제지적협력기관으로부터 한 가지 의뢰를 받는다. '인간에게 최고로 중요하다고 생각하는 문제를 정하고, 가장 의견을 교환하고 싶은 상대와 편지를 주고받았으면 한다'는 내용이었다. 이에 20세기 두 천재가 편지를 주고받았다. 한 사람은 노벨상을 수상한 물리학자 아인슈타인이고, 상대는 정신분석의 창시자인 심리학자 프로이트였던 것이다.[33][34] 다음은 그 편지 중 일부의 내용이다. 친애하는 프로이트,  당신에게 편지를 보내, 내가 선택한 중요한 문제에 대해 논의할 수 있어서 대단히 기쁘게 생각한다.... '인간을 전쟁이라는 멍에로부터 해방할 수 있을까?' 이것이 내가 선택한 주제이다. 내가 보기에는 전문가로서 전쟁 문제에 관여하고 있는 사람들조차 자신들 힘으로는 문제를 해결할 수 없어서, 도움을 청하고 있는 것 같다. 그들은 진심으로 바라고 있다. 물론, 심리학에 능통하지 않은 사람이라도 인간의 마음속에는 전쟁 문제의 해결을 막는 다양한 장해물이 있다는 것은 느끼고 있다. 그러나 그 장해가 어떻게 뒤얽혀 있으며, 어느 방향으로 움직여가는가를 파악할 수는 없다. 당신이라면 이 장해를 제거할 방법에 대해 시사해주실 수 있겠지요. 정치로는 손이 미치지 않는 방법, 마음의 교육이라는 방법으로 접근할 수 있는 것은 아닌지요.  (중략)  현재 상황에서는 이와 같은 국제적 기관을 설립하기는 곤란하다. 판결에 절대적인 권위가 있고, 자신이 내린 결정을 힘써 관철할 수 있는 국제적인 기관, 그 실현은 아직은 불안하다. 그렇다 하더라도 국제적 평화를 실현하고자 한다면 각 나라가 주권 일부를 완전히 포기하고 자신의 활동에 일정한 틀을 씌어야만 한다. 다른 방법으로 국제적 평화를 바랄 수 없는 것은 아닐까요?  -알버트 아인슈타인[33]

- 버트런드 러셀은 분석철학의 창시자 중 한 명으로 비트겐슈타인과 함께 선구자적 업적을 이뤘다고 평가받는다. 그는 또한 동시에 대부분 저명한 반전 운동가이기도 했다. 그는 반제국주의를 옹호했다. 때때로 그는 원자 독점에 의해 제공된 기회가 사라지기 전에 예방적 핵 전쟁을 옹호했고 세계 정부를 열렬히 환영했다. 그러나 그는 제1차 세계 대전 동안 평화주의로 감옥에 갔다.[35] 후에, 그는 아돌프 히틀러에 대항하는 운동을 벌였고, 스탈린주의적 전체주의를 비판했고, 베트남 전쟁에 미국의 개입을 공격했다. 그는 핵 군축에 대한 노골적인 지지자였다고 할 수 있다.1950년 러셀은 "인도주의적 이상과 사상의 자유를 옹호하는 그의 다양하고 중요한 저술에 대한 공로를 인정받아" 노벨 문학상을 수상했다.[36]

### 과학자 및 지식인들의 선언문 및 성명서
- 알버트 아인슈타인, 버트런드 러셀과 다른 8명의 주요 과학자와 지식인들은 1955년 7월 9일에 발표된 러셀-아인슈타인 선언문에 서명했다.[37]1954년 미국이 남태평양에 위치한 비키니 군도에서 수소폭탄 실험을 실시하자, 핵무기로 인한 인류 절멸의 위기감을 절감한 물리학자 아인슈타인과 철학자 러셀이 1955년 7월 9일 런던에서 〈핵무기 없는 세계와 분쟁의 평화적 해결을 호소하는 선언〉을 발표했다. 이 선언에는 그들을 포함하여 세계의 저명한 과학자 11명이 서명하였는데, 선언에 커다란 영향을 받은 세계 각국의 과학자들은 1957년에 과학자의 사회적 책임을 강조하면서 핵무기와 세계 평화에 관한 문제를 논의하기 위해 과학과 세계 정세에 관한 퍼그워시 회의를 조직했다.[38]

- 1955년 7월 15일의 마이나우 선언에는 52명의 노벨상 수상자가 서명했다. 과학자들은 이 모임에서 핵무기 반대를 분명히 하고 ‘핵 억지력’이라는 개념의 허상을 지적한 선언문을 채택했다.[39] 다음은 선언문의 내용이다.

“우리들 과학자들은 서로 다른 국적에 서로 다른 정치적 견해를 갖고 있지만 노벨상을 받았다는 공통점이 있다. 우리는 지나온 인생을 과학에 바쳐왔고, 과학이 사람들을 더 행복하게 해줄 수 있는 길이라고 생각해왔다. 그런데 과학이 인류에게 스스로를 파괴할 수단이 되고 있다는 데에 공포를 느낀다. 과학이 군사적인 목적에 사용되면서 땅은 방사능으로 오염되고 사람들은 절멸 위기를 맞고 있다. 핵무기에 대한 두려움을 통해 전쟁을 억제할 수 있다고 믿는다면 그것은 환상이다.”
- 1974/1976년 두브로브니크-필라델피아 성명은 라이너스 폴링 등 6명의 학자에 의해 서명되었다. 이는 군비 축소에 대한 인본주의적 접근을 다루고 있다.[41]

## 반전 문학 및 예술
수많은 작가, 화가 등을 포함한 예술가들 역시 전쟁의 참혹함을 직접 및 간접 경험하며 전쟁을 소재로 많은 작품들을 창조했다. 전쟁이 인류 문명과 인간성 파괴 등의 부정적인 양상들을 필연적으로 발생시킬 수밖에 없다는 면을 고려한다면  이들 작품의 보편적인 성격은 전쟁의 참상을 고발하고 참다운 인간성을 부각하는 것에 있다 할 수 있다. 그들은 그들만의 방식으로 반전운동을 펼친 것이다.

### 문학
전쟁을 다룬 문학작품은 동서고금을 통하여 수없이 많다. 예를 들어 고대 호메로스의 《일리아스》나 《오디세이아》는 트로이전쟁에서 취재한 것이다. 그러나 전쟁문학이라고 하면 범위를 좁혀 근대와 현대의 것만을 지칭하는 것이 통례이다. 그중에서도 반전적인 입장에서 쓴 작품을 특히 구별하여 반전문학(反戰文學)이라고 한다.  본래 문학이란 그 본질로 볼 때 전쟁에 대해서는 대립적 입장에 서게 마련인데, 역사적으로 진정한 의미에서의 해방전쟁·저항전쟁 등 특수한 경우를 제외하면 우수한 전쟁문학은 내용에 있어 모두 반전문학의 형태로 나타난다.

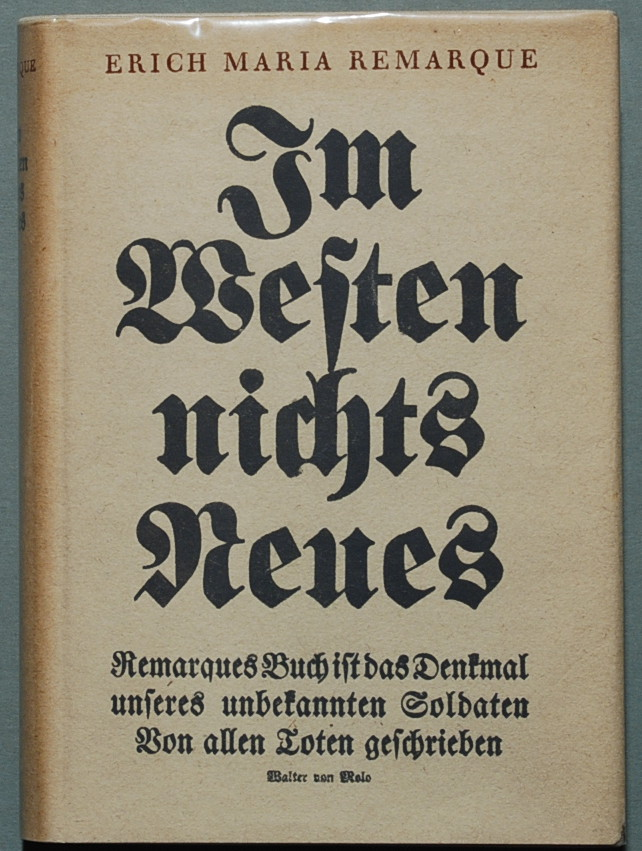
Remarque, Erich Maria: All Quiet on the Western Front (서부전선 이상없다)

영국 시인 로버트 소티의 1796년 시 '블렌하임 이후'는 영국이 다시 프랑스와 전쟁을 벌이는 동안 수 세대에 걸쳐 쓰여진 반전 문학의 초기 현대적인 예이다. 그 이후 반전문학으로서 특히 주목을 끌게 된 작품들은 두 차례의 세계대전을 통해서 나타났다. 제1차 세계대전에서 소재를 구한 대표작으로는 레마르크의 《서부전선 이상없다》이 있다. 이는 독일 작가 에리히 마리아 레마르크의 이 작품은 여러 매체로 각색되어 가장 자주 인용되는 반전 작춤이 되었다. 이 외에도 카로사의 《루마니아 일기》(이상 독일), 바르뷔스의 《포화(砲火)》, 도르줄레스의 《나무 십자가》, 쥘 로맹의 《선의의 사람들》(이상 프랑스), 헤밍웨이의 《무기여 잘 있거라》, 도스 패소스의 《3인의 병사》(이상 미국), 하셰크의 《제1차 세계대전 중 선량한 병사 슈베이크의 모험》(체코슬로바키아) 등이 있다.
또한, 제2차 세계대전을 통해서도 N.메일러의 《나자와 사자》, J.허시의 《히로시마》, I.쇼의 《젊은 사자들》, J.존스의 《지상에서 영원으로》(이상 미국), 시몬 드 보부아르의 《타인(他人)의 피》, 베르코르의 《밤의 무기》(이상 프랑스), 플리비어의 《스탈린그라드》, H.H.키르스트의 《08/15》(이상 독일), 코르바도프의 《항복 없는 백성》, 파제예프의 《젊은 친위대》(이상 소련) 등 수많은 작품이 등장하였다.

### 영화
반전 영화(反戰映畵 영어: anti-war film)는 전쟁에 반대하는 메시지를 담은 영화이다. 전쟁으로 인한 참상, 모순, 비극을 다루는 경우가 많다.  다음은 대표적인 반전 영화의 목록이다.
| 제목                | 개봉 연도 |
| ------------------- | --------- |
| 갈리폴리            | 1981      |
| 그날 이후           | 1983      |
| 노 맨스 랜드        | 2001      |
| 닥터 스트레인지러브 | 1964      |
| 디어 헌터           | 1978      |
| 맨발의 겐           | 1976      |
| 모노노케 히메       | 1997      |
| 렌디션 (영화)       | 2007      |
| 바람계곡의 나우시카 | 1984      |
| 바시르와 왈츠를     | 2008      |
| 볼링 포 콜롬바인    | 2002      |
| 블러드 다이아몬드   | 2006      |
| 쉰들러 리스트       | 1994      |
| 야곱의 사다리       | 1990      |
| 웰컴 투 동막골      | 2005      |
| 지옥의 묵시록       | 1979      |
| 지옥의 영웅들       | 1980      |
| 태극기 휘날리며     | 2004      |
| 플래툰              | 1987      |
| 화씨 9/11           | 2004      |

### 미술
미술가들 또한 전쟁에 대한 반대의 의미로 전쟁의 참상을 고발하거나 평화를 기원하는 그림 또는 작품을 많이 창조하였다.

고야, 1808년 5월 3일

대표적인 작품으로는 고야의 '1808년 5월 3일'이 있다. 이는 1808년 마드리드를 점령한 나폴레옹은 당시 스페인의 왕자였던 페르난도 7세(Ferdinando Ⅶ)대신, 자신의 형 조세프 보나파르트(Joseph Bonaparte)를 스페인 왕위에 앉히게 된다. 이에 분노한 마드리드의 시민들은 1808년 5월 2일, 프랑스 군대에 대항하여 폭동을 일으킨다. 그 다음 날인 5월 3일 밤에는 이 폭동에 가담했던 이들이 처형하는 사건이 발생했다. 당시 뮈라(Murat)장군이 이끄는 프랑스 군대에 의해 총살로 희생된 사상자의 수는 수 천 명에 달했다. 프랑스 군대가 철수한 1814년, 고야는 이와 같은 봉기와 처형장면을 그려 자유에 대한 열망과 이를 저지하는 비정한 힘을 대비시켰다.
고야는 이 사건을 주제로 택하여 인간이 인간에게 가하는 폭력을 고발하고자 했다. 언덕의 뒤쪽으로는 칠흑같은 어둠이 묘사되어 있어 당시의 절망적인 분위기를 고조시키면서도, 저 멀리 보이는 성당은 인간의 폭력에 대한 구원을 상징한다 이미 처형을 당한 인물, 현재 처형을 당하기 직전의 상황에 처한 인물, 그리고 이와 같은 상황을 지켜보면서 절망에 빠져있는 인물 등 공포심에 사로잡힌 사람들의 생생한 묘사를 통해 전쟁의 처절한 희생 전달하고자 했다. 반면 가해자, 즉 프랑스 군인들의 모습은 피해자들의 모습과는 대조적으로 표현되었다. 나약하고 인간적인 모습의 피해자들이 보는 이로 하여금 감성을 자극하게 한다면, 가해자는 극히 기계적이고 폭력적으로 묘사되었다. 피해자의 앞모습과 냉혈하고 감정이 없는 가해자의 뒷모습은 서로 대비를 이루면서 작품 전체를 양분시키고 있다. 절망적인 상황에 아랑곳하지 않고 일렬로 늘어서 총대를 겨누고 있는 이들의 자세는 총의 뾰족한 형태와 금속의 차가움과 함께 비인간적인 분위기를 조성한다.

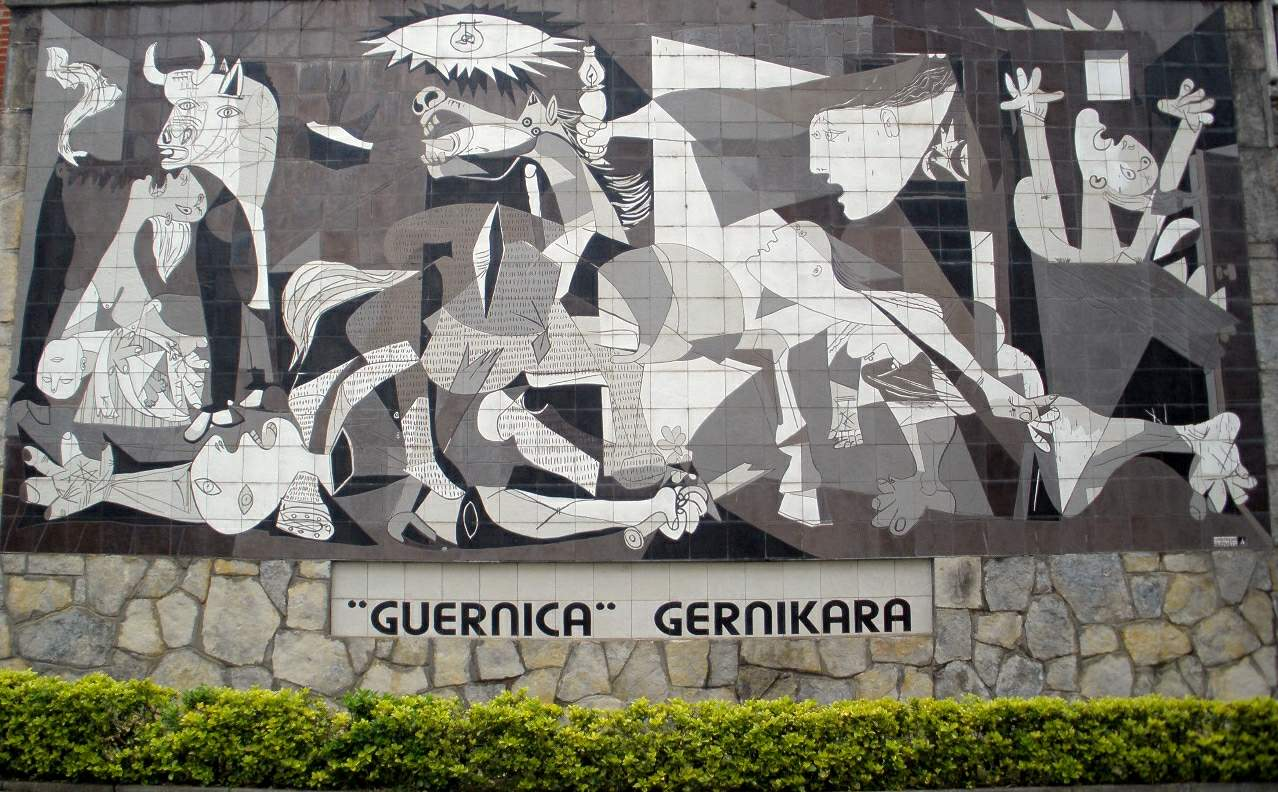
피카소, 게르니카

반면에 파블로 피카소의 1937년 작품 게르니카는 사실주의보다는 추상주의를 사용한 작품이다. 게르니카는 스페인 북부 바스크 지방의 작은 마을 이름으로 스페인 내란 중, 1937년 4월 26일 프랑코군을 지원하는 독일 비행기가 이 마을을 맹폭하여 2000여명의 시민이 사망하는 비극적 사건이 일어난다. 이 소식을 들은 피카소가 동년의 파리만국박람회 스페인관을 위해 그 부조리와 비극을 테마로 약 2개월의 단기간으로 대작 『게르니카』를 완성시켰다. 전쟁의 광포성과 운명의 장난 밑에 무력한 인간의 비참함이 투우에서의 빛과 어둠의 상극극(相克劇)을 빌어 상징화되어 있다. 여기에서 나치의 폭격이나 내전의 구체적인 참상과 그 과정은 찾아보기 힘들다. 다만 정형적이지 않은 인물과 대상의 표현이 괴기스러운 분위기를 자아내고 있다. 이러한 분위기는 작품을 이루는 각 요소들의 조형적 특성 때문이기도 하지만 거의 흑백 톤의 컬러만을 사용함으로써 더욱 극대화되었다. 캔버스 왼쪽부터 보면 불이 난 집, 아이의 시체를 안고 절규하는 여인, 멍한 황소의 머리, 부러진 칼을 쥐고 쓰러진 병사, 광기에 울부짖는 말, 여자들의 절규, 분해된 시신 등등 전쟁터에서 볼 수 있는 모습들이 뒤엉켜있다.

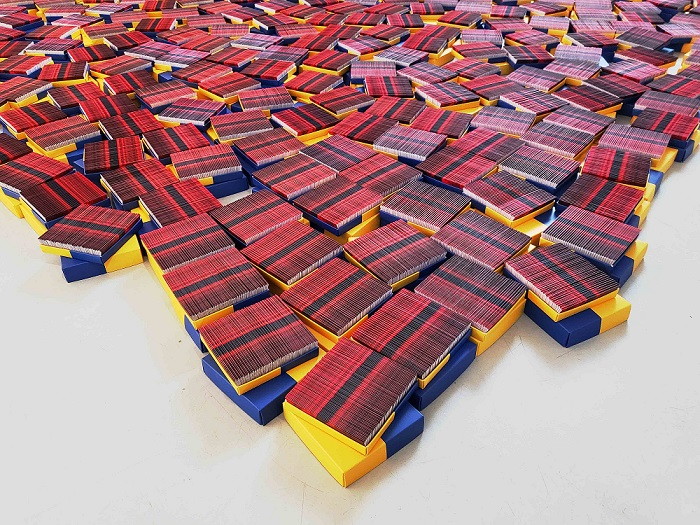
전병삼, 레드림(REDREAM)

현대 미술에서도 반전 기조는 이어지고 있다. 전병삼 작가는 평범한 일상의 물건을 활용한 예술작품으로 잘 알려진 현대미술가로,  2022년 우크라이나 전쟁 종식 촉구 대형 설치미술 프로젝트인 ‘레드림(REDREAM)’을 공개했다. 지난 8월 유엔이 공식 발표한 러시아 침공으로 목숨을 잃은 우크라이나 민간인 사망자 5,401명과 같은 개수의 작은 붉은 정사각형 작품으로 이뤄져 있다. 붉은 양귀비 꽃 사진과 ‘나의 마음이 항상 당신과 함께 한다(MY HEART IS ALWAYS WITH YOU)’라는 문구가 인쇄된 종이가 그 재료이다. 이를 반으로 접어 아코디언처럼 108장을 차곡 차곡 쌓으면 가로 10㎝, 세로 10㎝의 사각형이 되고 그렇게 108장을 쌓아 10×10짜리 사각 블록을 총 5401개 만들기 위해 58만3308장을 접어 완성되었다.
이는 5401명의 비석인 동시에 봄에 아름답게 핀 양귀비 꽃밭이 돼 사람들을 위로하고자 하는 전 작가의 의도가 담겨있다. 전 작가는 "최종 목표는 전쟁이 끝나면 작품을 우크라이나 미술관이나 국가기관에 작품을 기증해 전시하고 5401개의 박스를 5401명의 피해자 가족에게 전달하겠다"는 뜻도 밝혔다.

## 같이 보기
- 반전
- 평화주의
- 반군국주의
- 반제국주의

## 참고문헌
- 김승국 (2008년 12월 3일). 《이라크 전쟁과 반전 평화운동》. 한국학술정보
- 알버트 아인슈타인, 지그문트 프로이트 (2021년 6월 25일). 《아인슈타인 VS 프로이트: 우리는 왜 전쟁을 할까?》. 새터